# Мангит (Ошская область)
Мангит (кирг. Мангыт) — село в Араванском районе Ошской области Кыргызстана. Административный центр Мангытского айылного аймака.

## География
Село расположено в западной части области, на левом берегу реки Аравансай, на расстоянии приблизительно 3 километров (по прямой) к юго-юго-востоку от села Араван, административного центра района. Абсолютная высота — 885 метров над уровнем моря.

## Население
Согласно оценочным данным Национального статистического комитета Кыргызской Республики, численность населения села на начало 2023 года составляла 2888 человек.
| год     | 2009 | 2014 | 2015 | 2020 | 2021 | 2023 |
| ------- | ---- | ---- | ---- | ---- | ---- | ---- |
| человек | 2271 | 2436 | 2441 | 2811 | 2837 | 2888 |